# Grito de Nueva Écija

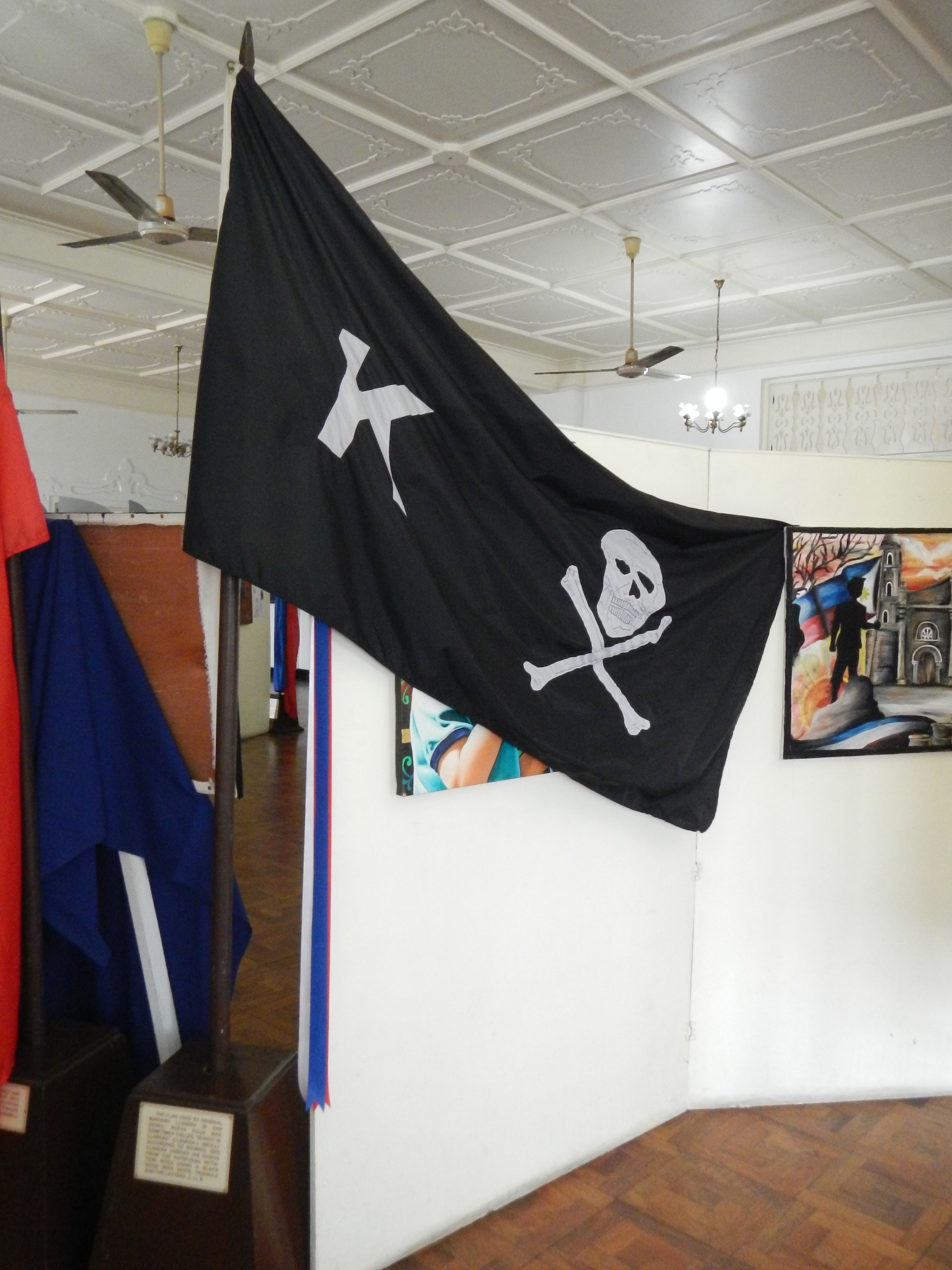
Bungo ni Llanera: Bandera empleada por Mariano Llanera en el fallido asalto a San Isidro (Museo de la Casa Real de Malolos.

El conocido como Grito de Nueva Écija (Filipino: Sigaw ng Nueba Esiha) (Inglés: Cry of Nueva Ecija) supuso el inicio de la Revolución Filipina en  Luzón Central. 

## Inicio de la revuelta
Se produjo el día 2 de septiembre de 1896 frente a la iglesia católica bajo la advocación de San Juan Nepomuceno de Cabiao, siendo sus protagonistas,  Alipio Tecson, Mariano Llanera, Pantaleón Belmonte y Manuel Tinio.

## Ataque a San Isidro
Alrededor de 3.000 voluntarios dirigidos por Mariano Llanera y Pantaleón Belmonte, las gobernadorcillos de Cabiao y Gapán inician la marcha hacia San Isidro de Nueva Écija, asediando la plaza 500 hombres.
El comandante de la Guardia Civil Joaquín Machorro muere en combate el primer día de la batalla.

## Persecución a los rebeldes
Tropas españolas procedentes  de Peñaranda consiguen levantar el cerco causando a los revolucionarios 60 muertos, persiguiéndoles hasta  Cabiao, plaza que abandonan refugiándose en Candaba, ya en la Pampanga y también en San Miguel de Mayumo en Bulacán.

## La guerrilla
Manuel Tinio protege el paso del río de los rebeldes de San Isidro que se refugian en Jaén de Nueva Ecija, siendo perseguidos hasta enero de 1897, obligando a Llanera a cambiar de táctica, prescindiendo de tropas regulares para organizar la guerrilla hasta que pudieran reagruparse para una nueva ofensiva, la revolución parecía haber terminado.

## Conmemoración
El Día del general Mariano Llanera es la conmemoración del ataque de Llanera contra los españoles el 2 de septiembre de 1896.